# پورتون
پورتون (به انگلیسی: Porton) یک منطقهٔ مسکونی در بریتانیا است که در ویلتشر واقع شده‌است. این روستا در ۸ کیلومتری شمال شرقی سالیسبری واقع است و پارک علمی نظامی پورتون داون در نزدیکی آن قرار دارد.
نخستین کلیسای این روستا در سال ۱۸۶۵ ساخته شد و در دههٔ ۱۹۲۰ گسترش یافت و تا همچنان تا سال ۲۰۲۲ مورد استفاده بود تا آنکه در سال ۲۰۲۴ تعطیل شد.